# Епископ далматинско-истријски Никодим
Никодим Милаш (Шибеник, 16. април 1845 — Дубровник, 2. април 1915) био је српски епископ, канониста, теолог, академик и писац. За 40 година рада написао је преко 180 библиографских јединица: књига, монографија, чланака, посланица и критичких осврта.

## Биографија
Његова породица се доселила из Дувна у Далмацију крајем 17. века. Рођен је у Шибенику 16. априла (4. априла по јулијанском календару) 1845. По рођењу, добио је име Никола. Отац, Трифун и мајка Марија, по рођењу Италијанка, која је пре удаје примила православну веру. Мајка му је била кројачица а отац се бавио ситном трговином.
Никола Милаш је завршио основну школу 1856. године код францисканаца и језуита (исусоваца), а приватну нижу гимназију код доминиканаца, слушајући за то време веронауку у Бовановој српској школи. Будући да нижа гимназија није имала право јавности, Никола је морао да поново полаже четврти разред код језуита у Дубровнику. Захваљујући даровитости је положио не само четврти, већ му је признат и пети разред и одмах је преведен у шести. Током школовања је, као успешан ђак, примао две стипендије.
Замонашио се на позив епископа Стефана Кнежевића, након што није успео да оствари брак са ћерком богатог трговца, Софијом. Никола Милаш се уписао у гимназију у Задру, а своје богословско образовање завршава у Сремским Карловцима са одличним успехом. Гимназију је завршио у Задру (1863), а богословију у Сремским Карловцима (1866). На бечком Универзитету слушао је филозофију (1866/67), међутим, убрзо напушта студије филозофије и одлази 1867. у Русију, те се уписује у Кијевску духовну академију. Милаш је Духовну академију завршио у двадесет шестој години живота и тиме заокружио своје школовање. Из Кијева се вратио као магистар теологије израдивши магистарски рад о номоканону патријарха Фотија (1871). Веома позитивно је описивао своје студије у Русији и разматрао је да остане у Русији. Одустао је од те идеје, након што је обавештен да му је отац умро. Боравио је годину дана у Богословији на Халки где је усавршао грчки језик. За суплента Богословије у Задру је постављен 17. новембра 1871. а 30. јуна 1872. године именован је за сталног професора.
По повратку са школовања у Русији се укључио у политички живот, са циљем да заштити српске интересе. Писао је чланке у листовима у Трсту, као и новосадској Застави, Гласу Црногораца и Српском листу. Учествовао је на саборима о политичком животу Срба у Далмацији и приморју, предлагао је кандидате, писао  чланке и брошуре, био мета напада политичких неистомишљеника, иницирао је са којим странкама да се сарађује и генерално је имао тврђи став по питању заштите националних интереса.
Аустроугарска је 1873. године издвојила Далматинску епархију из састава Карловачке митрополије и припојила је вештачкој творевини Буковинско-далматинској митрополији чије седиште није било ни у Буковини ни у Далмацији већ у Бечу, а епископи новостворене митрополије су се споразумевали помоћу преводиоца. Тим поводом појављује се Милашева књижица Историјско канонични поглед на установљење нове српско-румунске митрополије. Ову књигу су врло добро примили Срби из свих крајева, између осталог и због смелости аутора.
Замонашен је на Бадњи дан 1873. године у Задру, добивши име Никодим, а на Божић је рукоположен у чин јерођакона. Убрзо је одликован црвеним појасом и протођаконским чином, на Божић 1875. године прима презвитерски чин а 1880. бива произведен у чин архимандрита.
На студијама се заинтересовао за црквену историју и црквено право (јер се ова наука, како сам истиче, подударила са реалистичким правцем његове природе) чему ће посветити, свом озбиљношћу објективног историчара, највећи део свога времена. Од 1873. (на Бадњи дан, у цркви св. Илије у Задру) наречени монах Никодим, потоњи епископ далматински и уредник листа Истина (Задар, 1885 — 1888). Посветио је свој живот науци и деловима народа који су се нашли под доминацијом Римске курије. 
Као зналац италијанског, грчког, латинског, француског, руског, немачког и основа енглеског језика био је у ситуацији да своје радове (од којих су бројни превођени на живе језике) проверава упоређујући их са сличнима, у области којима се бавио, као што је био у могућности да се, захваљујући познавању језика, служи изворницима, примарном и секундарном научном грађом.
Од министра просвете у Србији, Милана Кујунџића, добија позив да дође у Београд и реорганизује Богословију, Милашу је овај позив добро дошао да се уклони из средине која је према њему постајала непријатељски расположена. У Београд је дошао крајем новембра 1886. и примио дужност ректора Богословије, а убрзо је постао и члан Главног просветног савета. Као ректор се јавно залагао за важност класичног образовања код свештеника и свих грађана Србије. Његова беседа за Светог Саву (1887) на ову тему је изазвала јавну полемику и сукобе на тему значаја класичног образовања. Долазак Никодима Милаша у Београд пада у време међусобних партијских борби у Србији којих није био поштеђен ни Милаш, иако је тек дошао у Београд. Либерали су ширили вести да је Милаш „дошао у Србију по упутству Аустроугарске и римске пропаганде да поунијати Србију.“ У тој ситуацији нису га својски прихватали ни сви наставници Богословије. То се нарочито осетило пошто је саслушана његова Светосавска беседа 13. јануара 1887. по јулијанском календару, у којој је он говорио „о потреби класичног образовања за кандидате богословије“. Милаш је био присиљен да напусти Београд и у јулу 1887. године вратио се на своју дужност у Задар.
У следеће две године Милаш поново добија позив да дође у Београд. Министар др Владан Ђорђевић га позива за професора канонског права на новооснованој катедри при Великој школи, на чему се одмах захвалио. Епископ темишварски Георгије (Бранковић), потоњи патријарх српски, нуди му положај ректора Карловачке богословије. Милаш је сматрао да о томе може да одлучи тек када се у Сремским Карловцима попуни патријаршијски престо, који је смрћу патријарха Германа био упражњен. Обе понуде је одбио због негативног и непријатног искуства током ранијег рада у Београду. Све те могућности су у међувремену и престале бити актуелне, јер је Милаш 10. јула 1890. именован за далматинског епископа, а хиротонисан 16. септембра 1890. Његовом постављању посредовао је председник далматинског сабора кнез Ђорђе Војновић. Министар Андра Николић му је понудио да постане београдски митрополит 1905. али је Милаш и ову понуду одбио.
Са позиције епископа је радио на формирању и обнова парохијских библиотека у Далмацији. Основао је Епархијску скупштину, којом је председавао епископ. Радио је на изградњи и обнови кућа свештеника и настојао је да образује нови квалитетан и образован кадар у својој епархији, коју је напустило много свештеника. Током свог епископског рада је био више пута мета клевета и урота, које су организовали како Срби тако и римокатолици, који су тражили да се постави неки други епископ а Милаш смени. Министар Венијамин Калај је 1896. написао пријаву властима у Бечу против Милаша због његовог учешћа и говора на Видовданском сабору 1896. оптуживши га за „противдржавно деловање”.
Основао је новине Приморски српски лист (1903) и Нови српски лист, који су излазили краћи временски период.
Након 1903. године и страначких превирања, престао је да се бави политиком.
Објављивање књиге Рукоположење као сметња браку (1907), и критике које су потом уследиле из богословија у Београду и Сремским Карловцима (Стевана Веселиновића из Београда и Јована Вучковића из Сремских Карловаца), послужиће далматинској влади да се ослободи Никодима Милаша. Акцији против епископа Никодима придружили су се и неки интелектуалци, световњаци, монаси и свештеници. У исто време су неке црквене општине тражиле да се епископ Никодим свргне. Епископ Никодим је 21. децембра 1911. године поднео цару „оставку на задарску епархију“, а она му је уважена 19. јануара 1912. године.
Вест о Милашевом пензионисању примљена је у целом православном свету са жалошћу и протестом, а посебно у Русији у којој је Милаш уживао велики углед. После пензионисања Кијевска духовна академија прогласила га је 2. марта 1912. године својим почасним чланом, а то је учинило и Словенско добротворно друштво у Петрограду 5. маја исте године.
Епископ Никодим Милаш је умро на Велики петак, 2. априла (20. марта по јулијанском календару) 1915. године у Дубровнику и сахрањен у приватној гробници. Његови посмртни остаци пренети су 4. октобра 1930. године у Шибеник и следећег дана сахрањени у посебној капели крај Успенског храма.

### Мисионарски и научни рад
Главни научни рад Епископа Никодима (Милаша) је био каноничког садржаја. Важио је за једног од најбољих канониста свога времена. На науци је почео да ради 1872. Многи његови чланци и расправе разасути су по бројним стручним и научним часописима.
Још за време школовања у задарској гимназији Милаш се суочио са буђењем народне словенске свести у Далмацији: Јер су се у далматинском сабору организовале две странке: италијанска и словенска. Због свог словенског опредељења Милаш је и сам, у три наврата, био кажњаван. Од 1885. залагао се (и после аудијенције, 1896, код цара, у Бечу, и успео) да се у гимназији у Задру настава изводи на српско-хрватском језику.
Већ тада је јасно разлучио да је италијански утицај веома велики код далматинских Хрвата који су порицали Србима у Далмацији њихову националну индивидуалност, што га је и навело да 1876. и 1877. године напише неколико политичких чланака. Све је то допринело да се Милаш нађе у жижи ондашњег политичког прагматизма, што му је донело много непријатности. У политичким сплеткама, које ће уследити и које нису разликовале врлину љубави од порока мржње, удружено су дејствовале силе латинског свештенства, аустроугарске политике и припадника српске националности (који су хтели да искористе пријатељство са хрватским политичким вођама) - прозивајући Милаша за превођење Срба у католичку веру, за оснивање црквено-српске странке, за одметника од сопствене вере, за русофила, за приврженика уније са Римом, за бечког агента, за националисту (јер је, користећи одлуку од 31. маја 1901. године, на његовој епископији сва пошта адресирана ћирилицом, чија је употреба у Далмацији добила право равноправности), за испразно писање којим залуђује свет, те за туђинца отачествене цркве.
Активно је пратио догађаје у целом православном свету и дописивао се са најбољим црквеним правницима Истока и Запада, као и са водећим православним теолозима. Тако, када је видео шта се у Босни догађа са митрополитом дабробосанским Савом (Косановићем), кога као борца за православље нису узеле у заштиту надлежне црквене власти, Милаш пише расправу Канонско начело православне цркве при разређивању црквених области. У овој расправи Милаш је заступао гледиште да српске епархије у Босни и Херцеговини треба да се споје са Карловачком митрополијом. Међутим, Аустроугарска није то желела, зато је и створила вештачку творевину спајајући две српске са једном румунском епархијом у буковинско-далматинску митрополију са седиштем у Бечу, у коме није било седиште ни једног од тројице архијереја ове митрополије.

Није лак посао владици у Далмацији и са такозваном православном интелигенцијом. Ови и овакви људи принудили су далматинске епископе Рајачића, Живковића и Мутибарића да бјеже из Далмације у друге епархије. ... Али најтеже је далматинском епископу са Владом, ако хоће да буде прави православни епископ и чувар вјере и цркве своје. У Аустрији од 1868. влада закон да православље ужива једнака права као и све остале признате државне конфесије. Али у самој ствари та је црква у Аустрији само толерисана.

— Милаш o околностима рада епископа далматинског
По повратку у Задар са кратког службовања у Београду, епископ Никодим се посвећује научном раду и објављује књиге Пропаганда и књигу за коју се са сигурношћу може рећи да је његово животно дело — Православно Црквено право. Оно је преведено на више језика и данас се користи у свим православним црквама.
Епископ Никодим је био изазван папском енцикликом 1894. године, којом су православни позвани да се сједине са римском црквом. У исто време дошло је до посете крижевачког унијатског бискупа Јулија Дрохобецког (1891 — 1920) Далмацији. Милаш је својом ускршњом посланицом свештенству и народу 1896. скренуо пажњу на значај православне вере и на опасност која им прети од римокатолика и унијата. Ови најновији догађаји су га побудили да се пуне четири године посвети проучавању судбе православне вјере и цркве у Далмацији од најстаријих времена... Резултатом овога била је моја мила и најмилија књига Православна Далмација, 1901. године.
Епископ Никодим Милаш се посветио својој епархији. Ревносно ју је обилазио, свештенству и пастви слао посланице, устројио епархијску скупштину и покренуо акцију за подизање српског православног храма у Сплиту. Главна сметња, каже Епископ Никодим, било је далматинско Намјесништво. Оно је у овоме стајало под упливом римокатоличког епископа и свештенства спљетског, који су употребљавали сва могућа, већином тајна средства, да православни у Сплиту не добију никада своју цркву. Допринос одлагању радова допринео је благајник Јовић. Он је директно проневерио износ од 73000 круна, које је потрошио у личне сврхе. После откривања афере извршио је самоубиство, што је погодило Милаша и бацило љагу на цркву. Црква никада и није подигнута.
Милаш је са позиције епископа организовао даривање сиротиње. Обичај му је био да уочи Божићу и Васкрсу поклони општини Задар одређену суму која је била подељена сиротињи, без обзира на веру и народности. За време његовог управљања епархијом основан је орган епархијске скупштине, уведено је као обавезно вођење црквених летописа, свештена лица су почела да раде као учитељи и додатно описмењавају народ, обновљен је и саграђен низ парохијских домова.
Василије Острошки је тема једне његове књиге у којој доказује да се он није покатоличио, јер тако битну ствар не би изоставили споменути, мрзитељ православља Вицко Змајевић или објективни и толерантни Гашпар Петар Вињалић.

## Ставови
Био је италофил.
Имао је изразито негативно мишљење о Јосипу Јурају Штросмајеру. Сматрао га је одговорним за непоправљиво стање српско-хрватских односа, сивом еминенцијом агресивне хрватске политике и оптуживао га је да не признаје идентитет православних Срба Далмације те да жели да их покатоличи.

## Наслеђе
За свој рад добио је Орден Свете Ане првог реда од стране руског цара Николаја Романова 1905 године. Краљ Црне Горе Никола I Петровић одликовао га је Даниловим крстом I степена. Носилац је и других високих одликовања и почасних доктората универзитета Русије, Грчке, Аустроугарске и Србије. 
Написао је Аутобиографију, која је oбјављена 1983. и 2005. године, из његове обимне рукописне заоставштине која је део Архива САНУ. Навео је да је писао аутобиографско дело због бројних зависних људи са којима је имао проблема током живота и за које је мислио да ће пробати да му укаљају репутацију по смрти. Милашово дело спада у важније и богатије аутобиографске радове црквених лица овог периода.
У свом раду, Милаш је примарно полемичар и апологета те нема претензија да буде иноватор нових теолошких увида и концепција, већ је више тумач предања, његовог историјског контекста и актуелности. Теме за богословски рад је бирао на основу потреба свога народа.
Комплетну личну библиотеку поклонио је Народној библиотеци Србије.
На извору реке Цетине на Спасовдан 1994. године подигнута је биста Милашу у част. Непуних година дана касније је оштећена током рата у Хрватској.

## Одабрана дела
- Историјско-канонички преглед на установљење српско-румунске митрополије (1873)
- Правила Светих Апостола и прва четири васељенска сабора I-II, Панчево, (1878)
- Уплив хришћанства на грчко-римско законодавство, Сплит, (1879)
- Достојанство у православној цркви (1879)
- (1881)
- Успомени професора Љубомира Вујновића, народног добротвора, (1883)
- Крмчија Савинска, (1884)[25]
- Никола Милетић, народни добротвор, (1885)
- Зборник правила која су примљена православном црквом (I 1884, II 1886)
- и  (1885)
- Православно црквено право (1. изд. 1890, 2. поправ. изд. 1902. На руски преведено 1879, на немачки исте, 1879. године, a на бугарски 1903)
- Правила (Kanones) православне цркве с тумачењима (I 1895, II 1896)
- Православно калуђерство (1902)
- Устав православне конзисторије у Кнежевини Црној Гори, Цетиње, (1904)
- Источно црквено питање и задаћа Аустрије у рјешењу тога питања (1899. Немачки превод 1900, као и румунски)
- Пропаганда, њезин постанак и данашња уредба (1889. Руски превод 1889, а бугарски 1901)
- (1899)
- Православна Далмација, историјски преглед (1901)[26]
- Рукоположење као сметња браку (1907)
- Црквено казнено право, Мостар, (1911)
- Безбрачност епископа (1920)
- Икономија у црквеном праву (1924)